# Jelnino
Jelnino (Елнино, deutsch Gertlack) war ein Ort in der russischen Oblast Kaliningrad (Gebiet Königsberg (Preußen)). Seine Ortsstelle gehört zum Bereich des Munizipalkreises Rajon Prawdinsk (Stadtkreis Friedland).

## Geographische Lage
Die Ortsstelle Jelninos liegt in der südlichen Mitte der Oblast Kaliningrad, 16 Kilometer südwestlich der früheren Kreis- und heutigen Rajonshauptstadt Prawdinsk (deutsch Friedland). Bis zur russisch-polnischen Staatsgrenze sind es vier Kilometer in südlicher Richtung.

## Geschichte
Die Gründung des damals Gertlauken genannten kleinen Gutsorts mit seinem großen Park fiel in die Zeit um 1419. Nach 1419 nannte man den Ort Garthlack, um 1772 Gartlauken, nach 1772 Gaerdtlack und nach 1820 bis 1947 Gertlack.
Um 1785 war die Familie Küchenmeister von Sternberg Eigentümer des Guts, das noch bis 1883 als Vorwerk galt. Am 27. Juni 1882 kam es zur Bildung des Gutsbezirks Gertlack aus den Vorwerken Gertlack, Wangnick und Oberteich (für beide ist kein russischer Name bekannt), die alle zum Gutsbezirk Kapsitten (russisch Jagodnoje) gehörten. Zeitgleich wurde der neue Gutsbezirk Gertlack in den seit 1874 bestehenden Amtsbezirk Kapsitten im ostpreußischen Kreis Friedland (ab 1927: „Kreis Bartenstein“) eingegliedert.
Im Jahre 1910 zählte Gertlack 231 Einwohner. 1920 übernahm Leo von Meßling als Besitzer das Gut. 
Am 30. September 1928 schloss sich der Gutsbezirk Gertlack mit der Landgemeinde Wangnick und dem Gutsbezirk Kapsitten zur neuen Landgemeinde Gertlack zusammen, und folgerichtig wurde der Amtsbezirk Kapsitten in „Amtsbezirk Gertlack“ umbenannt, dem allerdings nur die Gemeinde Gertlack zugehörte. Die neu formierte Landgemeinde Gertlack zählte im Jahre 1933 449 Einwohner.
Anfang der 1930er Jahre umfasste das Gut Gertlack 854 Hektar, davon 490 Hektar Ackerland, 145 Hektar Wiesen, 62 Hektar Weiden, 153 Hektar Wald sowie 21 Hektar Unland. Eigentümer war noch bis 1945 Leo von Meßling.
Am 8. Mai 1934 wurde die Landgemeinde Gertlack in „Landgemeinde Kapsitten“ umbenannt, folgerichtig erhielt auch jetzt der Amtsbezirk Gertlack seinen früheren Namen „Amtsbezirk Kapsitten“ zurück.
Gertlack war bis 1945 eine Ortschaft der Gemeinde Kapsitten. Als solche kam sie 1945 mit dem gesamten nördlichen Ostpreußen in Kriegsfolge zur sowjetischen Oblast Kaliningrad (Gebiet Königsberg (Preußen)). 1947 erhielt Gertlack die russische Namensform „Jelnino“ und wurde zeitgleich in den Domnowski selski sowet/okrug („Dorfsowjet Domnowo“, deutsch Domnau) eingegliedert. Wurde der Ort anfangs zwar noch besiedelt, galt er aber bereits im Jahre 1975 als verlassen und nicht mehr existent.

## Religion
Christentum
Bis 1945 war Gertlack in die evangelische Kirche Domnau (russisch Domnowo) in der Kirchenprovinz Ostpreußen der Kirche der Altpreußischen Union, außerdem in die römisch-katholische Pfarrei Tapiau (russisch Gwardeisk) im Bistum Ermland eingepfarrt.

## Verkehr
Die kaum noch wahrnehmbare Ortsstelle von Jelnino resp. Gertlack liegt nördlich der Nebenstraße Bagrationowsk (Preußisch Eylau)–Domnowo (Domnau) und ist nach 1 Kilometer von der Siedlung Jagodnoje (Kapsitten) aus erreichbar. Bis zum Zweiten Weltkrieg waren Preußisch Eylau bzw. Domnau die nächsten Bahnstationen.